# Sherratt Bay
Die Sherrat Bay ist eine Bucht an der Südküste von King George Island in den Südlichen Shetlandinseln. Sie liegt zwischen Kap Melville und Penguin Island.
Die Bucht ist bei Robbenjägern seit den 1820er Jahren bekannt. Das UK Antarctic Place-Names Committee benannte sie 1960 nach Richard Sherratt (1774–unbekannt), Kapitän des Robbenfängers Lady Trowbridge aus Liverpool, der am 25. Dezember 1820 am Kap Melville havarierte.